# Émile Guillaume (sculpteur)
Pour les articles homonymes, voir Émile Guillaume et Guillaume.
Ne doit pas être confondu avec Émile Guillaume (peintre).
Émile Guillaume né le 21 avril 1867 à Paris, où il est mort le 17 juillet 1954, est un sculpteur français.
Il a défendu des idées pacifiques à travers plusieurs de ses sculptures.

## Biographie
Émile Oscar Guillaume est né le 21 avril 1867 au 40 rue des Dames dans le 17e arrondissement de Paris de Oscar Amédée Augustin Guillaume, cordonnier, et de Célestine Aimable Blanche Berthault, piqueuse de bottines.
Il fait ses études à l’Ecole des Arts Décoratifs puis à l’Ecole des Beaux-Arts où il est l'élève de Jules Cavelier, Aimé Millet ou encore Louis-Ernest Barrias.
Parmi ses nombreuses oeuvres, les plus connues restent L'Effort (1907) à Vanves, Aux champs (1909) à la Cité Universitaire de Paris, le monument Les braves gens à Floing (1910), Aux marins du Pluviôse (1913) à Calais. Il est également l’auteur d’une dizaine de monuments aux morts, des frontons du Théâtre municipal de Tunis, des Caisses d’Epargne d’Auxerre et de Gien et de l’Hôtel des Postes d’Auxerre ainsi que de nombreux bustes de personnalités de la IIIème République.
Ami d’Aristide Briand dont il partageait les idées pacifistes, c’est à lui que fût confiée la réalisation des monuments d’hommage Jusqu’à mon dernier souffle de Pacy-sur-Eure (1933), les Méditations de Cocherel (1934) et d’Ouistreham. Il est également l’auteur d’un buste de l’homme politique exposé au Musée de la Société des Nations à Genève.
Mais son oeuvre la plus célèbre reste la Statue de la Délivrance. Offerte par Le Matin en 1919 à onze villes martyres de la 1ère Guerre mondiale, elle contribua à la notoriété du sculpteur. Une épreuve fut acquise par la municipalité de Nantes (1927), une autre fut offerte par Lord Rothermere, propriétaire du Daily Mail, à la ville de Finchley dans la banlieue anglaise (1927). A cette occasion, la presse britannique qualifia Emile Guillaume de "plus grand sculpteur contemporain".
Au cours d’une carrière qui dura cinquante ans, Emile Guillaume participa à 36 reprises au Salon des Artistes Français dont il devint membre du jury. Cette oeuvre lui valut de nombreuses récompenses ou distinctions : Officier de l’Instruction publique (1905), Chevalier de la Légion d’Honneur (1912) puis officier (1926). Médaille d’or au Salon des Artistes Français (1924), Grand Prix de l’Exposition Internationale des Arts Décoratifs de Paris (1925).
Profondément choqué par le déclenchement de la Seconde guerre mondiale, il devient peu à peu aveugle et doit arrêter son activité artistique à partir de 1941.
Domicilié au 44 rue Perronet à Neuilly-sur-Seine lorsqu'il réalise le Monument aux morts d'Haspres en 1923, son atelier se trouve a:lors au 29 boulevard Berthier à Paris 17e.
Il meurt le 17 juillet 1954 à son domicile du square Vergennes dans le 15e arrondissement de Paris.

## Vie privée
En 1895, il se marie à Argenteuil avec Marie-Emile Pelletier qui lui donne deux filles.
Veuf en 1932, il épouse en secondes noces le 7 octobre 1937 Suzanne Marcelle Drouet à la Mairie du 17e arrondissement.

## Œuvres

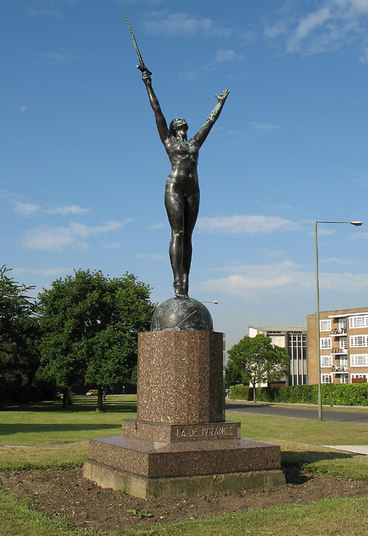
La Délivrance (1927), Londres, quartier de Finchley.

### Algérie
- Blida (département d'Alger, Algérie française) : Monument aux morts, 1924, détruit après l'indépendance de l'Algérie[2].

### France

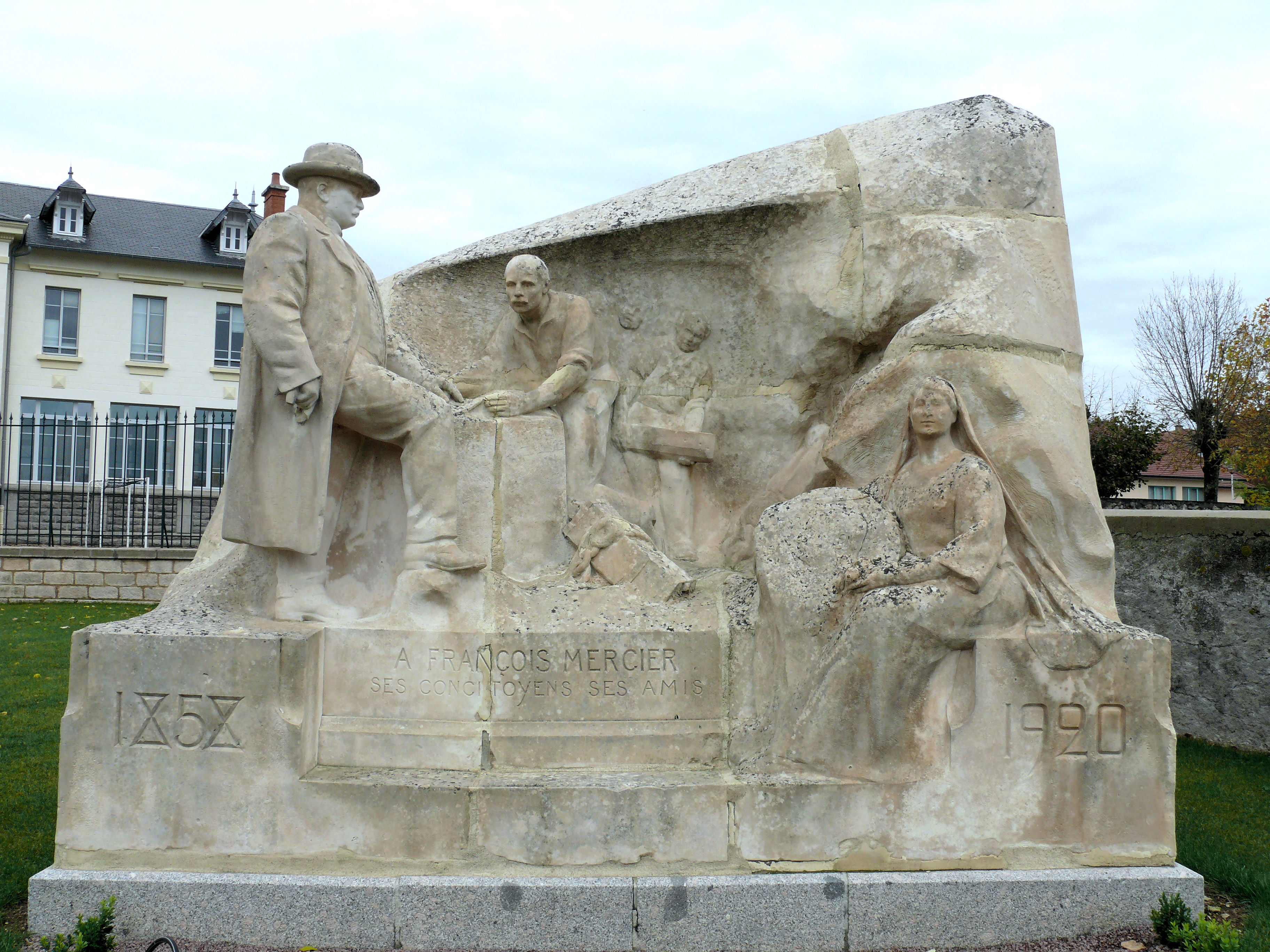
Monument à François Mercier à Tronget (Allier).

- Ballancourt-sur-Essonne (Essonne) : Monument aux morts, 1921, bronze. Des exemplaires de cette œuvre se trouvent sur les monuments de Bray-sur-Seine, Toucy et Varetz ; l'exemplaire de Bray a probablement été exposé au Salon des artistes français de 1922, sous le no 3362[4].
- Calais (Pas-de-Calais) : Le Pluviôse, 1913, monument commémoratif de la catastrophe du sous-marin Pluviôse (Q51) survenue le 26 mai 1910.
- Floing (Ardennes) : Monument des Braves Gens, 1910, pierre[5].
- Gien (Loiret) : sculpture du fronton de l'hôtel de la Caisse d'épargne, 1909[6]
- Hardencourt-Cocherel (Eure), 2 route des Moulins : Monument à Aristide Briand, dit aussi Les Méditations, 1934, statue en bronze[7].
- Haspres (Nord)  : Monument aux morts, 1923, bronze, statue de fantassin[8].
- Le Donjon (Allier) : Monument au Dr Gacon, 1925, statue en bronze, envoyée à la fonte sous le régime de Vichy. Une réplique en pierre par Pierre Fournier des Corats a été inaugurée le 29 mai 1949.
- Nantes (Loire-Atlantique) :
  - château de la Gaudinière, chapelle : Gisant de la vicomtesse de La Rochefoucauld, duchesse de Doudeauville, née Marie de Colbert, 1918 ;
  - square du Maquis-de-Saffré : La Délivrance, 1927, bronze doré, monument aux morts qui suscita des polémiques à son époque[9]. Elle sera déboulonnée plusieurs fois puis réinstallée définitivement en 1987[10]. Éditée en 11 exemplaires par la fonderie Barbedienne, l'œuvre orne plusieurs villes de France et de Belgique[11].
- Ouistreham (Calvados), place Général de Gaulle : Monument à Aristide Briand, 1934, statue en bronze, autre exemplaire du monument de Hardencourt-Cocherel[12].
- Pacy-sur-Eure (Eure), rue Charcot : Monument à Aristide Briand[13], inauguré le 11 novembre 1933, groupe en bronze[14].
- Paris, square d'Ajaccio : Monument au général Gouraud, copie.
- Tronget (Allier) : Monument à François Mercier, 1922, groupe en marbre.

### Hongrie
- Budapest (anciennement), Sopron (actuellement) : La Douleur Hongroise, 1932, bronze[15].
- Debrecen : La Douleur Hongroise, 1933, bronze[16].

### Royaume-Uni
- Londres, quartier de Finchley : La Délivrance, 1927, bronze[17].

## Distinctions
- Officier de l'Instruction publique.
- Chevalier de la Légion d'honneur par décret du 23 juillet 1912.
- Officier de la Légion d'honneur par décret du 9 mai 1926[18].